# Caroline North
Caroline «Caro» North (geboren am 25. März 1991) ist eine Schweizer Alpinistin, Profibergsteigerin und Kletterin. Sie hat mehrere Erstbesteigungen geleitet und durchgeführt. Sie besitzt als eine von 42 Frauen das Bergführerdiplom in der Schweiz.

## Leben
Caroline North ging in Darmstadt (Deutschland) zur Schule. Schon früh hatte sie den Wunsch, Bergführerin zu werden. Sie hat ein Studium in Geo- und Umweltwissenschaften an der Universität Lausanne abgeschlossen und lebt in La Tzoumaz nahe Verbier im Kanton Wallis.
Mit 16 Jahren unternahm sie ihre erste Expedition auf dem Aconcagua in Argentinien. Mit 24 Jahren gelang ihr die erste freie Begehung des Cerro Torre von einer Frauenseilschaft. Zudem kann sie auch viele Begehungen schwieriger Routen in den Alpen sowie zahlreiche Erstbesteigungen und Expeditionen verbuchen. Dazu gehört unter anderem, die Eiger-Nordwand im Winter auf der klassischen Heckmair-Route erklettert zu haben.
Von 2011 bis 2013 war sie neben Christina «Chrissy» Huber und Yvonne «Yvo» Koch Mitglied im ersten Frauenexpeditionskader des Deutschen Alpenvereins (DAV). Die Zielstrebigkeit und Unerschrockenheit der drei Bergsteigerinnen brachte ihnen den Namen «Die unerschrockenen Drei» ein. Die Zeit im Frauenexpedkader bezeichnet sie als «Sprungbrett in den Profi-Alpinismus».

### Via Sedna
Im August 2022 unternahm sie mit einem Frauenteam, bestehend aus acht Seglerinnen und Kletterinnen, die Segel-Expedition auf der «Northabout» von La Rochelle nach Grönland, um dort die undurchstiegene Ostwand des Northern Sun Spire «Via Sedna» (1527 m ü. M.) beim Scoresby Sund auf Grönland zu erklettern. Die Expedition dauerte zweieinhalb Monate. Den drei Kletterinnen Caroline North, Capucine Cotteaux und Nadia Royo gelang nach drei Tagen und einer Nacht im Fels der Aufstieg. Sie nannten ihre Erstbegehung «Via Sedna», 750 m bestehend aus 16 Seillängen mit Schwierigkeiten bis circa 7b+.

### El Cohete «Apollo 13»
2025 gelang Caroline North gemeinsam mit Julia Cassou, Rocío Rodríguez Guiñazú, Fay Manners und Belén Prados in der Frauenseilschaft im Norden Patagoniens die Erstbegehung des El Cohete. Sie nannten ihre Route «Apollo 13» (Schwierigkeitsskala 7b+).

## Expeditionen und Erstbegehungen
- 2015: Onsight-Begehung von Astroman, Yosemite[1]
- 2015: Erste freie Frauenseilschaft auf den Cerro Torre
- 2016: Erstbesteigung Monte Iñaki, 5300 m, Kishtwar
- Erstbesteigung & Befahrung mit Ski des Cerro Gallie, Patagonien
- 2018: Erstbegehungen in Alaska & British Columbia in Fels & Eis
- 2022: Erstbesteigung auf Grönland, Northern Sun Spire «Via Sedna»[3]
- 2025: Erstbesteigung im Norden Patagoniens, El Cohete «Apollo 13»[4]